# Theodor Löbbecke

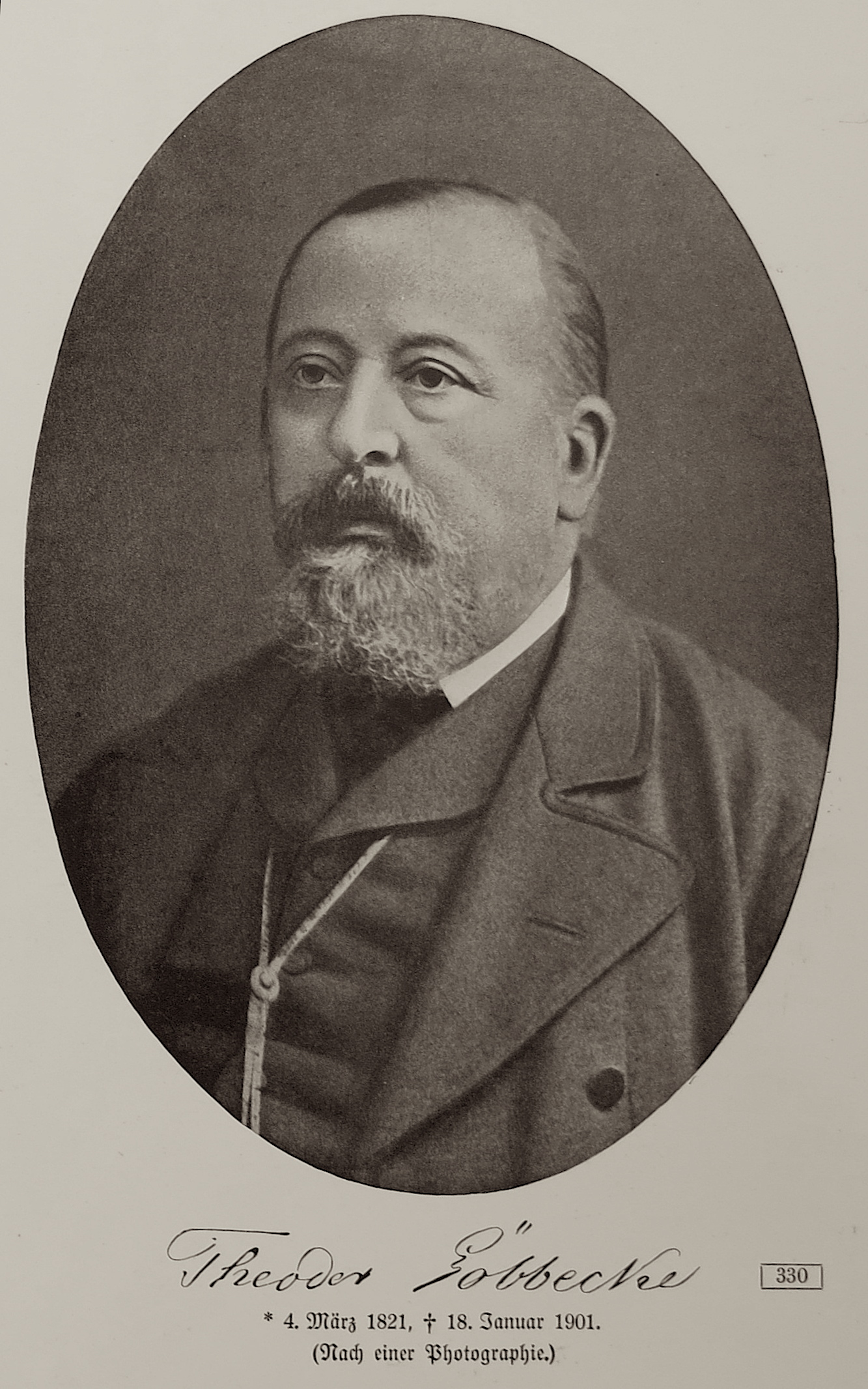
Theodor Löbbecke (1821–1901)

Carl Heinrich Wilhelm Theodor Löbbecke (* 4. März 1821 in Hückeswagen an der Wupper; † 18. Januar 1901 in Düsseldorf) war ein deutscher Apotheker und der Begründer der Sammlungen des Löbbecke Museums in Düsseldorf.

## Leben
Löbbecke verließ 1837 die Realschule Elberfeld und machte in den folgenden sechs Jahren eine Ausbildung zum Apotheker. Im Jahr 1843 studierte er noch für ein Jahr an der Universität Berlin, anschließend erfolgte die Approbation zum Apotheker erster Klasse. Um 1846 übernahm Löbbecke die Einhorn-Apotheke in Duisburg, zu dieser Zeit begann er auch seine Sammlung aufzubauen. Durch Reisen durch Europa, dem vorderen Orient und Afrika, sowie dem Aufkauf anderer Sammlungen anderer Forscher, gelang es ihm, seine Sammlung stetig zu vergrößern, weswegen er bald darauf wohl nicht nur scherzhaft als „Muschelkönig“ bezeichnet wurde, denn um 1880 hatte er die größte Conchyliensammlung Europas zusammengetragen. Nachdem er 1873 seine Apotheke aufgegeben hatte, richtete er sich in der Schadowstraße 51 in Düsseldorf ein Privatmuseum ein. Während der folgenden Jahre arbeitete er auch an der zweiten Auflage des Systematischen Conchylien-Cabinet mit, einem Bestimmungswerk über Schnecken und Muscheln. Er heiratete 1883 Caroline Biesterfeld, mit der er sich ab 1886 zurückzog und seine wissenschaftliche Aktivität vollkommen aufgab. Löbbecke starb 1901 in seinem Haus in Düsseldorf.
Theodor Löbbecke ist auf dem Nordfriedhof in Düsseldorf begraben. In seiner Geburtsstadt Hückeswagen wurde eine Straße nach ihm benannt.
Der Mediziner, Naturforscher und Naturaliensammler Wilhelm Ludwig Döring war sein Onkel.

## Sammlung
Nach seinem Tod vermachte seine Witwe die Sammlung der Stadt mit der Auflage, dass aus dem privaten ein öffentliches Museum werden solle. Der Nachfolger dieses ersten Museums im alten Lagerhaus an der Rheinwerft, der Reuterkaserne, existiert noch heute.
Die Sammlung enthält heute etwa 250.000 – schwerpunktmäßig marine – Mollusken, etwa 75.000 Fundstücke aus dem Bereich der Geowissenschaften, etwa 8500 Eierschalen, etwa 650.000 Insekten und vieles mehr. Das Löbbecke-Museum trägt seinen Namen seit 1904, als es erstmals für die Öffentlichkeit zugänglich gemacht wurde. Im Jahr 1930 schloss es sich räumlich mit dem 1876 eröffneten Düsseldorfer Zoo zusammen. Löbbeckes Sammlungen überdauerten den Zweiten Weltkrieg nahezu unbeschädigt und wurden schon 1947 in einem Luftschutzbunker wieder ausgestellt, ein Jahr später kam ein Aquarium hinzu. Die Sammlung wurde in den 1980er Jahren geschlossen und zog in den Düsseldorfer Nordpark um, wo es im Jahr 1987 als Aqua-Zoo-Löbbecke-Museum neu eröffnet wurde und damit erstmals in Deutschland die Institutionen „Zoo“ und „Museum“ in einer Einheit verband. Es verzeichnet inzwischen jährlich über 500.000 Besucher.